# スコット・キム
スコット・キム（Scott Kim, 1955年10月27日 - ）は、アメリカ合衆国のパズル、コンピュータゲームデザイナー、アーティスト、作家。

## 経歴
1955年10月27日、アメリカ合衆国ワシントンD.C.に生まれ、ローリングヒルズエステーで育った。彼は当初数学、教育、芸術分野に興味があり、スタンフォード大学では1975年に音楽学科でコンピュータ音楽講座を受講し始めた。その後、音楽の学士号(1977年)、およびドナルド・クヌースの元でコンピュータとグラフィックデザインの博士号を取得した。1981年、"Inversions" という本を執筆した。1990年、雑誌『ディスカバー』に臨時のコラム "Boggler" を書き始め、1999年に唯一のコラムニストになった。そして、コンピュータゲームのための何千ものパズルだけでなく、『サイエンティフィック・アメリカン』や『ゲームズ』のような雑誌のために数百ものパズルを作成した。2008年にイオラニ学校でハロルド・ケーブルズの講座の受講している。
彼の最初のパズルは『サイエンティフィック・アメリカン』のマーティン・ガードナーの「数学ゲーム」欄に登場した。
キムは、ソフトウェアに対する考え方という点で影響を受けた人物として、ジェフ・ラスキン、デービット・ソーンバーグ、テッド・ネルソンの3人の名を挙げ、3人の特徴としてシンプルをモットーとしていると説明している。
現在キムは、アンビグラムの巨匠の一人である 。
アイザック・アシモフはキムを "アルファベットのマウリッツ・エッシャー" と呼んだ。
キムはGame Developers ConferenceやCasual Games Conferenceのような場所でのパズルデザインに関するレギュラー・スピーカーである。
妻エイミー・ジョー・キムは Community Building on the Webの著者である。
彼は現在サンタモニカに妻エイミー、息子、娘と2匹の猫と共に暮らしている。

## 作品
- Inversions、1981年、バイトブックス、ISBN 1-55953-280-7, 独自の60のアンビグラムについての本
- "Letterforms & Illusion"、1989年、WHフリーマン・アンド・カンパニー、 Inversionsと共にロビン・サムルソンと執筆
- Heaven & Earth（英語版）、ブエナビスタ/ディズニー（コンピュータゲーム）
- Obsidian、セガソフト（コンピュータゲーム）
- MetaSquares（英語版）、1996年 （コンピュータゲーム、カイ・クラウス（英語版）、フィル・クレベンジャー、イアン・ギルマンと作製）
- The Next Tetris、ハスブロインタラクティブ、プレイステーション
- Railroad Rush Hour、シンクファン （おもちゃ）
- ボンビンアイランド キッドクラウンのクレイジーパズル （英語版） （任天堂64ゲーム）
- The NewMedia Puzzle Workout - キムの雑誌のパズルのコレクション
- Scott Kim's Puzzle Box （JuniorNet.comで毎月ショックウェーブパズル）
- Brainteasers, Mind Benders, Games, Word Searches, Puzzlers, Mazes & More Calendar 2007、ワークマン出版社、ISBN 0-7611-4079-4

### 共同製作
- ハリー・エイブラムス、 Escher Interactive （コンピュータゲーム）
- イロンカ・デューニン（英語版）、 The Mammoth Book of Secret Code Puzzles、2006年、コンスタブル＆ロビンソン、ISBN 0-7867-1726-2
- PopCap Games、 Bejeweled 2現代的パズルのデザイン